# رشيد زيار
رشيد زيار (مواليد 15 نوفمبر 1973) عداء مسافات طويلة جزائري متقاعد متخصص في الماراثون.
احتل المركز الرابع والعشرين في بطولة العالم لنصف الماراثون عام 1999، والمركز التاسع عشر في بطولة العالم لنصف الماراثون عام 2001 ، والمركز الثامن عشر في بطولة العالم عام 2003.  كما تنافس في دورة الألعاب الأولمبية 2004 ، لكنه لم يكمل السباق. 
كان أفضل وقت شخصي له هو 1:01:30 ساعة في نصف الماراثون، والذي حققه في سبتمبر 1999 في أويجيونجبو؛ و2:09:54 ساعة في الماراثون، والذي حققه في أبريل 2002 في ماراثون باريس. 

## الإنجازات
| تمثيل الجزائر | تمثيل الجزائر                                 | تمثيل الجزائر  | تمثيل الجزائر | تمثيل الجزائر | تمثيل الجزائر                  |
| السنة         | البطولة                                       | الموقع         | المركز        | النوع         | الزمن                          |
| ------------- | --------------------------------------------- | -------------- | ------------- | ------------- | ------------------------------ |
| 2002          | ماراثون باريس                                 | باريس، فرنسا   | الخامس        | ماراثون       | 2:09:54                        |
| 2003          | بطولة العالم لألعاب القوى 2003                | باريس، فرنسا   | الثامن عشر    | ماراثون       | 2:11:58                        |
| 2004          | ألعاب القوى في الألعاب الأولمبية الصيفية 2004 | أثينا، اليونان | —             | ماراثون       | الألعاب الأولمبية الصيفية 2004 |